# Guerra di liberazione italiana
La guerra di liberazione italiana fu il complesso di operazioni militari e azioni di guerriglia condotte durante la campagna d'Italia dagli Alleati, dall'Esercito Cobelligerante Italiano e dalle brigate partigiane della resistenza italiana contro la Germania nazista e la Repubblica Sociale Italiana. La campagna si concluse con la liberazione dell'Italia dall'occupazione nazifascista.
Dal punto di vista formale, il Regno d'Italia (limitato alle regioni occupate dagli Alleati) dichiarò guerra alla Germania nazista il 13 ottobre 1943, ma già dalla sera dell'8 settembre, mentre il Regio Esercito senza ordini efficaci da parte del Comando supremo si disgregava e cedeva le armi sotto l'attacco tedesco - pur con alcuni rilevanti episodi di resistenza armata - esponenti dei partiti antifascisti avevano costituito le prime organizzazioni politico-militari per opporsi all'occupante, dando inizio alla Resistenza partigiana, già animata - soprattutto nei primi mesi - in larga parte da militari italiani sfuggiti alla cattura da parte tedesca.
Gli storici hanno evidenziato più aspetti contemporaneamente presenti all'interno del fenomeno della Resistenza: "guerra patriottica" e lotta di liberazione dall'invasore straniero; "guerra civile" tra antifascisti e fascisti, collaborazionisti con i tedeschi; e persino "guerra di classe" per la presenza di aspettative rivoluzionarie.
Dopo quasi due anni di combattimenti sia sulla linea del fronte sia nelle regioni occupate e amministrate dai tedeschi, con la collaborazione del nuovo Stato fascista costituito da Mussolini dopo la liberazione dalla prigionia sul Gran Sasso, le ostilità cessarono formalmente il 29 aprile 1945 con la resa incondizionata dell'esercito tedesco. Successivamente a questa data, vi furono ancora alcuni combattimenti su territorio italiano e violenze e rappresaglie contro reparti fascisti ed esponenti politici o militari collaborazionisti.
Le operazioni si svolsero a partire dal settembre 1943 dopo l'armistizio di Cassibile e sino alla fine della seconda guerra mondiale. Il 25 aprile 1945, anniversario della liberazione d'Italia, è celebrato in Italia come data simbolica della liberazione dell'intero territorio nazionale dalla dittatura e dall'occupazione.

## Antefatti

### La crisi del regime

Il generale Giuseppe Castellano firma l'armistizio di Cassibile per conto di Badoglio. In piedi Walter Bedell Smith (a destra) ed il funzionario del ministero degli esteri Franco Montanari (a sinistra)

Alla fine del 1942 la situazione finanziaria, militare e sociale dell'Italia fascista era disastrosa. Al forte disavanzo dell'esercizio finanziario 1942-43 si aggiunse l'incremento dell'inflazione e l'aumento notevole del debito pubblico. Si assistette al peggioramento delle condizioni delle classi popolari: la contrazione dei salari e la penuria dei generi di prima necessità provocarono una diffusa denutrizione. A questo si aggiunse, dall'autunno '42, l'intensificazione dei bombardamenti alleati.
Il 23 gennaio 1943, alle 5 del mattino, l'entrata a Tripoli della VIII Armata britannica al comando del generale Montgomery pose termine alla occupazione italiana della Libia. Il 2 febbraio il regime fascista capitolò anche sul Fronte orientale, con la disastrosa ritirata di Russia. L'ARMIR subì 84 830 perdite tra caduti e dispersi.
Il 5 marzo lo sciopero di Torino (iniziato nella fabbrica di Mirafiori e caratterizzato dalla protesta politica antifascista) si estese a Milano ed in molte fabbriche del Nord, coinvolgendo circa 100 000 lavoratori; gli arresti nei due mesi successivi fiaccarono il movimento antifascista, che riprese a mobilitarsi solo ad agosto, dopo la destituzione di Mussolini. Il 13 maggio si arresero anche le truppe italiane impegnate nella campagna di Tunisia.

### Organizzazione del fronte antifascista
Dal punto di vista politico, nonostante gli sforzi della repressione, dall'inizio del 1943 si intensificarono i contatti tra esponenti dell'antifascismo, in vista di una crisi del regime. Vi furono molte iniziative di elementi di vari partiti antifascisti e contatti vennero intrapresi dal re Vittorio Emanuele III di Savoia con aderenti alla vecchia "democrazia liberale" già verso la fine del 1942. Tra questi esponenti vi erano Vittorio Emanuele Orlando, Ivanoe Bonomi (entrambi ex presidenti del consiglio) e Carlo Sforza, ex ministro degli esteri. I primi esponenti dei partiti contattati furono i cattolici Alcide De Gasperi e il suo vice Spataro, cui si aggiunsero presto Luigi Einaudi, Soleri, Belotti e il maresciallo Enrico Caviglia, monarchico ed antifascista, che iniziarono a riunirsi a casa di Bonomi; a vigilare sulla tranquillità era il prefetto Carmine Senise, all'epoca capo della polizia, che su disposizione di Vittorio Emanuele III non informò le autorità fasciste degli incontri. Altri contatti con i comunisti, inizialmente designato secondo Bonomi nella persona del professor Concetto Marchesi, vennero avviati tramite Alessandro Casati, e con i capi di Giustizia e Libertà, Ugo La Malfa e Adolfo Tino, che avrebbero fondato il futuro Partito d'Azione ed erano i fautori dell'insurrezione armata contro il fascismo non appena possibile.
Contatti segreti furono inoltre intrapresi da membri della Casa reale e dal Maresciallo Pietro Badoglio con rappresentanti britannici, per sondare la possibilità di una pace separata.

## Dallo sbarco alleato all'armistizio

### Inizio della Campagna d'Italia
L'attacco all'Italia fu deciso durante la Conferenza di Casablanca del 14 gennaio 1943 sotto il comando del generale Dwight Eisenhower.
Pianificata col nome in codice di operazione Corkscrew, la Campagna d'Italia, iniziata l'11 giugno 1943, con lo sbarco di 12 divisioni anglo-americane fu in realtà un'impresa da poco. Basti pensare che, durante il primo sbarco a Pantelleria, i reparti della marina inglese non incontrarono alcuna resistenza e morì 1 solo soldato a causa di un incidente nel corso delle operazioni logistiche. Il 10 luglio iniziò l'invasione della Sicilia (operazione Husky) da parte dell'VIII armata britannica di Bernard Law Montgomery, che conquistò di slancio i porti strategici di Siracusa e di Augusta, avanzando poi lungo la costa orientale, ostacolata fondamentalmente solo dalla resistenza di truppe tedesche nella sua avanzata verso Messina. 
La VII armata americana comandata dal generale George Patton si spinse verso la parte centrale e occidentale dell'isola, occupando Palermo il 22 luglio e Trapani il 24 luglio. In totale, le forze angloamericane contavano oltre 150 000 uomini, trasportati da circa 3000 mezzi da sbarco. Tuttavia, Messina cadde in mano alleata solo il 17 agosto, perché, non volendo rischiare grandi perdite umane in sanguinose battaglie campali, gli angloamericani preferirono tenerla sotto assedio, essendo la città già isolata dal mare per via della superiorità navale inglese. 
Presa Messina, le truppe naziste ripiegarono in Calabria. Le forze alleate attraversarono i 3 km dello stretto solo 2 settimane dopo, occupando facilmente Reggio Calabria il 1 settembre. Il 9 settembre, con l'operazione "Avalanche", il 5º corpo d'armata statunitense del generale Clark sbarcava nel golfo di Salerno e, dopo un duro combattimento contro i nazisti, si ricongiungeva sul fiume Sele con le forze che, sbarcate a Reggio Calabria una settimana prima, erano riuscite a risalire in breve tempo fino alla Campania, attraversando tutta la Calabria e la Basilicata senza trovare grande resistenza. A queste truppe alleate si aggiunge anche la 1ª divisione britannica aviotrasportata, che era sbarcata a Taranto, in Puglia. 
La facilità della conquista alleata del Meridione d'Italia, compiuta velocemente e senza grossi spargimenti di sangue, si spiega col fatto che gli Alleati trovarono spesso il campo libero per l'insurrezione spontanea di molte città meridionali, che cacciarono via i tedeschi prima dell'arrivo delle forze angloamericane. Ad esempio, Napoli si liberò da sola, dopo 4 giorni di feroce sollevazione popolare (28 settembre-1 ottobre 1943), passate alla storia come le Quattro giornate di Napoli. 
Il ripiegamento tedesco si arrestò sulla cosiddetta Linea Gustav, tra il fiume Liri e il Sangro. Era una linea difensiva combinata di trappole anticarro e di bunker in calcestruzzo, che sbarrò il passo alla fin qui facile avanzata degli angloamericani. La Campagna d'Italia entrò così in una fase di stallo, trasformandosi in una guerra di posizione. Ad eccezione di una parte della Puglia (i territori di Brindisi e Taranto) che costituiva il Regno del Sud sotto l'amministrazione di Badoglio e dei Savoia, il resto del Meridione d'Italia passò, nella veste di territorio occupato, sotto l'amministrazione angloamericana dell'AMGOT (Allied Military Government of Occupied Territories).

### La destituzione di Mussolini

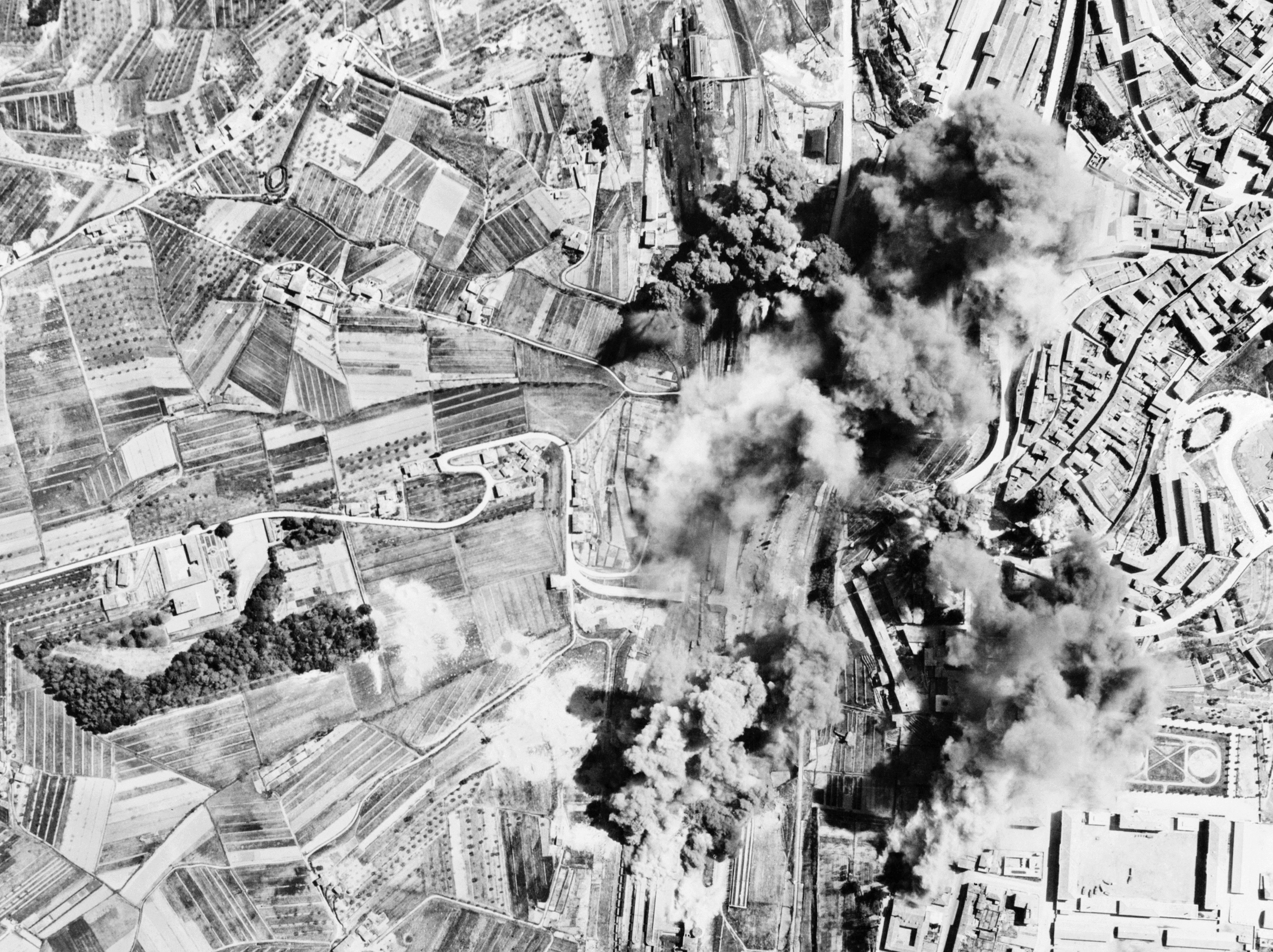
Effetti di un bombardamento della Mediterranean Allied Air Force su Siena tra il 1943 e il 1944.

Mussolini accettò di convocare il Gran Consiglio il 24 luglio 1943, ufficialmente per esaminare la conduzione militare del conflitto.
Il Gran Consiglio approvò l'ordine del giorno Grandi, che restituiva il comando delle Forze armate al Re. Il giorno successivo Vittorio Emanuele III fece arrestare Mussolini, comunicandone la sostituzione con il Maresciallo d'Italia Pietro Badoglio.
Alle 22,45 dello stesso giorno la radio diffuse la notizia. Ufficialmente l'Italia restava nel campo dell'Asse e la guerra continuava al fianco dei tedeschi. Su ordine di Badoglio, avallato dal re, veniva proclamata la legge marziale e ogni assembramento di più di tre persone doveva essere sciolto con la forza; inoltre ai soldati era dato ordine di sparare direttamente ad altezza d'uomo, senza colpi di avvertimento in aria. Anche verso i partiti antifascisti dopo il 25 luglio non vi era stata alcun'apertura ufficiale, tanto che Badoglio dichiarò "Io non sarò Kerenskji, non mi farò prendere la mano dai partiti".
Il 17 agosto gli anglo-americani completarono la conquista della Sicilia. Durante lo stesso mese si assistette ai bombardamenti di Terni, Roma, Torino, Milano.
Nel frattempo, Hitler organizzava un massiccio invio di truppe tedesche, che si aggiunsero alle forze già dislocate in Italia nel mese precedente. Tra il 26 luglio e l'8 settembre entrarono complessivamente in Italia 18 divisioni tedesche. Ormai la fiducia di Hitler nell'alleato italiano si era ridotta al minimo, come testimoniarono i toni sempre più minacciosi dei rappresentanti tedeschi nelle riunioni militari fra gli alti gradi dei due eserciti, tenutesi a Roma (31 luglio), Tarvisio (6 agosto) e infine Bologna (15 agosto). Il comando militare sul territorio italiano venne assunto da Erwin Rommel.

### L'annuncio dell'armistizio
Subito dopo il crollo del regime fascista, il governo italiano avviò trattative segrete con gli Alleati. Il 3 settembre venne firmato l'armistizio di Cassibile, che venne reso noto dalla radio l'8 settembre. L'esercito italiano venne lasciato senza ordini e sbandò, ma alcune unità dell'esercito e della marina contrastarono i tedeschi con le armi, come a Roma, Bari, al cantiere navale di Castellammare di Stabia, in Sardegna e a Cefalonia, riuscendo in pochi ma rilevanti casi a prevalere.
Per l'esercito italiano l'annuncio dell'armistizio ebbe conseguenze disastrose: oltre 600 000 uomini vennero deportati nei campi di lavoro in Polonia e in Germania dalle truppe naziste ; fra i superstiti, molti fuggirono verso casa, molti altri diedero vita a bande partigiane che animeranno poi la Resistenza.
La stessa sera dell'8 settembre, dopo che Badoglio aveva annunciato l'armistizio, gli alleati terminavano i preparativi per lo sbarco di Salerno, che venne effettuato alle 3:30 del mattino successivo.

## L'occupazione tedesca e l'inizio della Resistenza

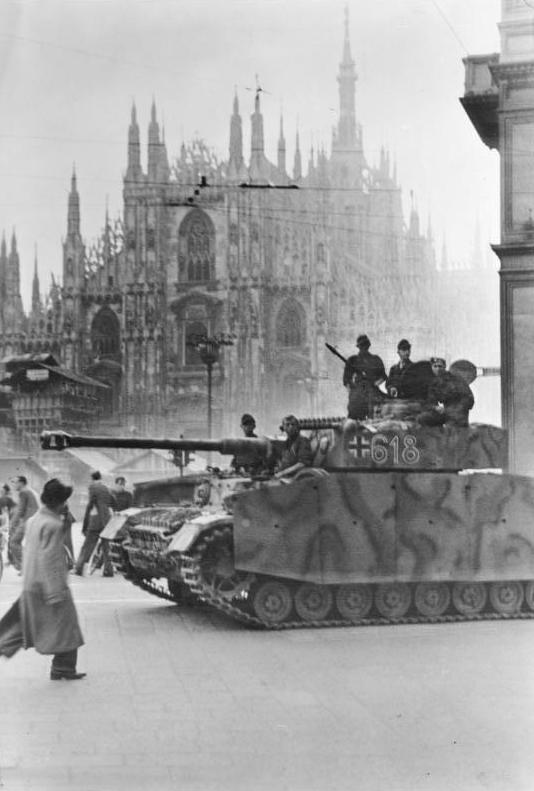
Un Panzer IV della divisione di Waffen SS "Leibstandarte Adolf Hitler" presidia Piazza Duomo a Milano, subito dopo l'occupazione tedesca seguita all'armistizio proclamato l'8 settembre 1943

Contemporaneamente agli sbarchi alleati sul continente, si concretizzò il piano di occupazione della penisola da parte della Wehrmacht (Operazione Achse) già predisposto in precedenza nel caso di una defezione dell'Italia dalla guerra. I militari italiani che si trovavano sotto il controllo tedesco furono disarmati e tradotti in Germania come Internati Militari Italiani, mentre i reparti che resistettero ai tentativi di disarmo, nonostante i tentativi di difesa delle posizioni a loro assegnate, vennero travolti. La maggioranza delle navi della Regia Marina, ad eccezione della nave da battaglia Roma affondata dai tedeschi, riuscì a sottrarsi alle mire tedesche e a consegnarsi agli Alleati nell'isola di Malta, mentre parecchio naviglio minore ed alcune grandi unità in riparazione come la corazzata Cavour, l'incrociatore Bolzano, la portaerei Aquila e parecchio naviglio minore in costruzione caddero in mano dei tedeschi. Anche molti aerei della Regia Aeronautica, soprattutto trasporti ed idrovolanti dotati di maggiore autonomia, raggiunsero le zone controllate dagli Alleati e vennero poi presi in carico dalla neocostituita Aeronautica Cobelligerante Italiana.
Durante la notte fra l'8 e il 9 settembre si combatté per il controllo di Roma (Mancata difesa di Roma). Il 10 l'azione tedesca si fece più violenta. Porta San Paolo divenne il centro dell'ultima resistenza accanita. Ai combattimenti parteciparono anche i civili ai quali i comandanti dei reparti avevano distribuito le armi. Ma alla fine della giornata i tedeschi ottennero la resa dei contingenti italiani posti a difesa di Roma e accettarono la capitolazione limitandosi al disarmo dei militari.
La mattina del 9 settembre i grandi nodi stradali e ferroviari, nonché le zone di confine, erano ormai saldamente in mano tedesca.

Le truppe tedesche, già infiltratesi in Italia in base alle direttive dell'Operazione Alarico, dilagarono nel paese occupando in pochi giorni tutta la penisola, dalle Alpi a Napoli, non ancora in mano alleata. Nei giorni successivi il territorio italiano occupato fu dichiarato «zona di guerra».
Solo in Sardegna, Corsica, Calabria e nelle province di Bari, Taranto, Brindisi e Lecce le truppe italiane restarono in armi fino all'arrivo delle forze alleate e avrebbero successivamente operato durante la cobelligeranza; in particolare in Sardegna le forze italiane costrinsero i tedeschi ad imbarcarsi, dapprima per la Corsica e poi per l'Italia continentale, sotto le istruzioni che volevano comportamenti dissuasivi e non aggressivi; solo dopo l'imbarco, al generale comandante l'isola venne contestato di non aver attaccato a fondo i tedeschi.
Nei giorni dell'armistizio avvenne un episodio di guerra fratricida, in cui il tenente colonnello Alberto Bechi Luserna venne ucciso da truppe della divisione paracadutisti Nembo che avevano deciso di non ottemperare all'armistizio e volevano combattere a fianco dei tedeschi. Nello specifico, il XII battaglione (comandato dal maggiore Mario Rizzatti), insieme a una batteria del 184º Artiglieria, decise di unirsi ai tedeschi della 90ª Divisione Panzergrenadieren, che si stavano ritirando verso la Corsica. Il generale Ercole Ronco, comandante la Divisione, cercò di richiamare all'ordine il reparto, ma senza risultato; anzi, secondo la Relazione Ufficiale, fu temporaneamente sequestrato. In un estremo tentativo di indurre il battaglione, in ritirata sulla statale Carlo Felice, a recedere dalla scelta compiuta, il colonnello Bechi riuscì a raggiungerlo nella zona di Castigadu, alle porte di Macomer. Venne infine fermato da un posto di blocco stradale istituito dal reparto ammutinato al bivio di Borore. Nel tentativo di forzarlo, Bechi si scontrò in violento diverbio col capitano Corrado Alvino, il quale, conformemente agli ordini ricevuti, gli rifiutava il passaggio. Il drammatico alterco si concluse con una raffica del fucile mitragliatore a presidio del blocco, sparata dal paracadutista Cosimo, mentre Bechi si trovava ancora sulla Fiat 1100 di servizio. La stessa raffica uccise anche un carabiniere della scorta, mentre il secondo carabiniere rimase ferito, e successivamente si aggregò al XII Battaglione in qualità di scritturale. Solo un altro battaglione della divisione si schiererà con i tedeschi, in Calabria nei pressi di Soveria Mannelli, mentre elementi del III e XI Battaglione Nembo (del 183º reggimento) sempre dalle parti di Soveria Mannelli, si raccolsero attorno al capitano Carlo Francesco Gay rifiutando di consegnare le armi ai tedeschi (all'intimazione dei tedeschi di consegnare le armi ed arrendersi i paracadutisti risposero "se volete le armi, venitele a prendere") e successivamente si unirono agli Alleati che risalivano la Calabria.

9 settembre 1943, il porto di Bari subito dopo gli scontri tra i guastatori tedeschi e i soldati italiani

L'unico caso di difesa vittoriosa di una posizione avvenne a Bari dove il generale Nicola Bellomo, alla testa di soli 60 soldati, marinai ed avieri, più un civile volontario, riuscì a sloggiare i 200 tedeschi che presidiavano il porto con un assalto all'arma bianca. Il 9 settembre 1943 a Bari, il generale Bellomo venne infatti fortuitamente a conoscenza della notizia che il generale tedesco Sikenius aveva mandato dei guastatori per distruggere le principali infrastrutture portuali della città pugliese. Bellomo raccolse alcuni nuclei di militari italiani presso la caserma della Milizia Volontaria per la Sicurezza Nazionale e della Guardia di Finanza. A questi si affiancarono dei genieri del 9º Reggimento guidati dal sottotenente Michele Chicchi. Con questi ridotti nuclei attaccò i guastatori tedeschi che avevano già preso posizione nei punti nevralgici della grande struttura. Costretti sulla difensiva, i tedeschi furono obbligati a una ritirata da due attacchi condotti dal generale Nicola Bellomo e infine alla resa. Bellomo fu anche ferito durante questi scontri.
Ritiratisi i tedeschi, gli inglesi poterono successivamente sbarcare a Bari in completa sicurezza, usufruendo di infrastrutture portuali pienamente efficienti. Sempre il 9 settembre, la 1st Airborne Division sbarcava a Taranto abbandonata dai tedeschi, seppure con le perdite causate dall'affondamento del posamine veloce Abdiel saltato su una mina posata da motosiluranti tedesche; sebbene il porto fosse stato abbandonato dalle navi italiane dirette a Malta, il locale Comando Marina diretto dall'ammiraglio Bruto Brivonesi aveva il controllo delle installazioni. Anche il porto di Brindisi era saldamente in mano alle forze italiane e parecchi reparti acquartierati in Puglia garantirono uno sbarco ed una occupazione incruenti agli Alleati. Tra queste forze la divisione Legnano che in parte era stata ridispiegata in Puglia e che garantirà parte delle forze che andarono a costituire il Primo Raggruppamento Motorizzato.

Puglia, settembre 1943: dopo l'armistizio, Vittorio Emanuele III passa in rassegna una formazione del Regio Esercito.

Nelle isole Ionie e in parte del Dodecaneso la resistenza contro i tedeschi si prolungò per alcune settimane ma alla fine l'esito fu comunque infausto; particolarmente cruento fu l'eccidio di Cefalonia.
Il 9 settembre Pietro Badoglio, il re Vittorio Emanuele III e il figlio Umberto avevano abbandonato la Capitale.
Il 10 settembre, per ordine del Führer, furono istituite due "zone di operazioni" che di fatto annettevano al Terzo Reich una parte dei territori di occupazione, togliendoli alla sovranità italiana: le province di Bolzano, Trento e Belluno andarono a formare la Zona d'operazioni delle Prealpi (in tedesco Operationszone Alpenvorland o OZAV), e quelle di Udine, Gorizia, Trieste, Pola, Fiume e Lubiana la Zona d'operazioni del Litorale adriatico (Operationszone Adriatisches Küstenland, OZAK).
Il 12 settembre un reparto di paracadutisti tedeschi, comandato dal maggiore Harald-Otto Mors, con la partecipazione dell'ufficiale delle Waffen-SS Otto Skorzeny (a cui venne attribuito dalla propaganda tedesca tutto il merito dell'operazione), liberò Mussolini, che era stato confinato sul Gran Sasso, e lo condusse in Germania.
Con l'occupazione tedesca venne organizzata anche in Italia la pianificazione dell'Olocausto, con l'arresto e la deportazione degli ebrei e l'istituzione di campi di concentramento. Vennero riconvertiti a tale scopo il campo di prigionia di Fossoli, alcuni edifici militari (Campo di concentramento di Borgo San Dalmazzo, Campo di transito di Bolzano) e civili (Risiera di San Sabba). A tale opera si dedicarono le truppe di occupazione tedesca ma in seguito anche le autorità di polizia e le milizie della nascitura Repubblica Sociale Italiana.

### Il CLN e le prime formazioni partigiane
Solo poche ore dopo la comunicazione radiofonica dell'armistizio, a Roma, i rappresentanti di quel Comitato delle Opposizioni che si recarono al Viminale per cercare un colloquio con Badoglio in veste di capo del governo si sentirono rispondere che lo stesso sarebbe stato indisponibile a tempo indeterminato, visto che era fuggito insieme al re; nello stesso pomeriggio del 9, Ivanoe Bonomi, Alessandro Casati, Alcide De Gasperi, Mauro Scoccimarro, Pietro Nenni e Ugo La Malfa, esponenti dei partiti antifascisti usciti dalla clandestinità dopo il crollo del regime, si riunirono e costituirono il primo Comitato di Liberazione Nazionale.
Nei giorni seguenti si moltiplicarono i CLN locali per organizzare la lotta armata nelle regioni occupate dai tedeschi: a Torino, a Genova, a Padova sotto la direzione di Concetto Marchesi, Silvio Trentin, ed Egidio Meneghetti, a Firenze con Piero Calamandrei, Giorgio La Pira e Adone Zoli. Entro l'11 settembre la struttura dei CLN era costituita e i comitati passarono rapidamente alla lotta armata, mentre il 15 settembre ad Arona i primi capi delle formazioni partigiane organizzate in montagna (Ettore Tibaldi, Vincenzo Moscatelli) e i rappresentanti di CLN (Mario e Corrado Bonfantini, Aldo Denini, l'avvocato Menotti) si incontrarono per discutere dettagli organizzativi e strutture di comando. I partigiani adottarono nomi di battaglia con i quali si garantivano un anonimato che proteggeva le loro famiglie dalle possibili rappresaglie dei fascisti e dei tedeschi, e questi nomi assumevano un carattere di ufficialità essendo noti più di quelli veri.
Il movimento partigiano si organizzò principalmente nel Comitato di Liberazione Nazionale guidato da Bonomi, diviso in CLNAI (Comitato di Liberazione Nazionale Alta Italia), con sede nella Milano occupata, e il CLNC (Comitato di Liberazione Nazionale Centrale). Il CLNAI, presieduto dal 1943 al 1945 da Alfredo Pizzoni, coordinò la lotta armata nell'Italia occupata, condotta da formazioni denominate brigate e divisioni, quali le Brigate Garibaldi, costituite su iniziativa del partito comunista; le Brigate Matteotti, legate al partito socialista; le Brigate Giustizia e Libertà, legate al Partito d'Azione e le Brigate Autonome (definite anche come "badogliani" o azzurri dal colore dei loro fazzoletti) prive di rappresentanza politica e talvolta simpatizzanti per la monarchia, come quelle capeggiate da Enrico Martini ("Mauri") e Piero Balbo, il Gruppo "Cinque Giornate" del colonnello Carlo Croce o l'Organizzazione Franchi fondata da Edgardo Sogno.
Al di fuori del CLN, ma in contatto con esso, operarono alcune formazioni partigiane anarchiche come le Brigate Bruzzi Malatesta, altre formazioni come la Bandiera Rossa, la più numerosa formazione partigiana della capitale, le formazioni libertarie che operavano nell'alta Toscana come il Battaglione Lucetti e la Elio Lunense e diverse formazioni autonome SAP di indirizzo libertario della Liguria. Completamente al di fuori del CLN operavano gli autonomi di Mauri del 1º Gruppo Divisioni Alpine, e la XI Zona Patrioti guidata dal Comandante Manrico Ducceschi "Pippo", dichiaratamente impostata in maniera apolitica con il solo denominatore comune della lotta ad oltranza contro i nazifascisti.
I primi gruppi di ribelli furono tuttavia spontanei, con collegamenti minimi con le strutture clandestine politiche cittadine a causa della confusione generale seguita all'8 settembre, alla mancanza di collegamenti ed allo sbando del Regio Esercito. Alcuni reparti militari italiani avevano tuttavia conservato una certa compattezza, nonostante l'assenza di qualsiasi ordine coerente da parte del Comando supremo; in effetti era stata diramata la memoria op.44, una disposizione segreta della quale vennero messi a parte solo alcuni ufficiali di grado elevato (comandanti d'armata e delle grandi unità indipendenti), ma che di fatto non conteneva istruzioni puntuali e che i destinatari erano chiamati a distruggere col fuoco dopo averla letta. La "resistenza militare" si distinse tuttavia da quella propriamente detta poiché fu portata avanti da componenti delle Forze Armate, riconoscibili come personale in uniforme "sottoposto alla giurisdizione militare", mentre i partigiani furono impegnati nella guerra asimmetrica.
Furono numerosi i militari del Regio Esercito, sfuggiti alla cattura da parte dei tedeschi, che parteciparono e guidarono le formazioni partigiane. I primi raggruppamenti si costituirono nelle Prealpi e nel Preappennino, e furono organizzati e comandati in un primo momento da giovani ufficiali inferiori e sottufficiali dell'esercito in dissoluzione. Questi primi gruppi, costituiti da poche decine di elementi, vennero presto rafforzati dai primi capi politici che salirono in montagna per prendere parte ed organizzare la lotta. Nel tempo peraltro si assisterà a una progressiva politicizzazione di molti ufficiali inferiori dell'esercito e ad una militarizzazione dei capi politici comunisti e azionisti, sempre più concentrati sull'organizzazione tecnica e sull'efficienza della guerra partigiana contro i nazifascisti.
Alla metà di settembre i nuclei più forti di partigiani erano nell'Italia settentrionale, circa 1 000 uomini, di cui 500 in Piemonte, mentre nell'Italia centrale erano presenti circa 500 combattenti, di cui 300 raggruppati nei settori montuosi di Marche e Abruzzo.
In Piemonte le formazioni si costituirono nelle valli alpine: In Val Pesio sorsero le formazioni autonome del capitano Cosa; in val Casotto (Langhe e Monferrato) iniziarono ad organizzarsi le efficienti formazioni autonome guidate dal maggiore degli Alpini Enrico Martini "Mauri"; nelle colline di Boves salirono i giellisti di Duccio Galimberti, Dante Livio Bianco e Benedetto Dalmastro. Altre formazioni autonome si formarono in Val d'Ossola sotto la guida di Alfredo e Antonio Di Dio, fratelli e ufficiali effettivi, in val Strona con Filippo Beltrami, in val Toce con Eugenio Cefis e Giovanni Marcora e in val Chisone, guidati dal sergente alpino Maggiorino Marcellin "Bluter".
Le formazioni gielliste e comuniste si organizzarono a Frise (unità gielliste con Luigi Ventre, Renzo Minetto, Giorgio Bocca, tutti ufficiali degli Alpini); a Centallo (autonomi e giellisti organizzati da altri tre ufficiali alpini tra cui Nuto Revelli), in val Po, dove, sotto la guida di Pompeo Colajanni "Barbato", ufficiale di cavalleria comunista, si organizzò una forte formazione garibaldina con Gian Carlo Pajetta, Antonio Giolitti, Guastavo Comollo; in val Pellice (giellisti); nel Biellese (nuclei di comunisti con vecchi antifascisti come Guido Sola, Battista Santhià e Francesco Moranino "Gemisto"); soprattutto in Valsesia dove si costituirono le formazioni comuniste garibaldine guidate da combattenti prestigiosi come Vincenzo Moscatelli "Cino", Eraldo Gastone "Ciro" e Pietro Secchia, importante dirigente del PCI.
L'azione della Resistenza italiana come guerra patriottica di liberazione dall'occupazione tedesca, implicò anche la lotta armata contro le forze italiane che sostenevano gli occupanti.

### La RSI
La liberazione di Mussolini dalla prigionia sul Gran Sasso fu il preludio alla creazione, nell'Italia del nord, di uno Stato fantoccio controllato dal Reich tedesco: nacque così, il 23 settembre 1943, la Repubblica Sociale Italiana (RSI), per espressa volontà di Adolf Hitler.
La RSI venne riconosciuta dal Terzo Reich, che eserciterà su di essa un protettorato de facto, dall'Impero giapponese e dalla maggioranza degli altri Stati componenti l'Asse: la Repubblica Slovacca, il Regno d'Ungheria, la Croazia, il Regno di Bulgaria e il Manciukuò. Invece non riconobbero il nuovo Stato fascista repubblicano né la Finlandia (in combattimento accanto alla Germania sul fronte orientale) né le nazioni formalmente neutrali, compresa la Spagna franchista. Le forze armate della RSI vennero principalmente impiegate contro la Resistenza in azioni di rastrellamento e controllo del territorio, e in vari casi con sanguinose rappresaglie verso la popolazione civile per l'aiuto dato ai partigiani stessi.

### Il Regno del Sud
Nell'Italia meridionale il governo guidato dal maresciallo Pietro Badoglio mantenne invece la struttura costituzionale del Regno d'Italia, la sede del governo fu prima a Brindisi e poi a Salerno.
Organizzò anche la resistenza nella capitale attraverso ufficiali come Giuseppe Cordero Lanza di Montezemolo, Filippo Caruso e Ugo Luca che guidarono il Fronte militare clandestino e il Fronte clandestino di resistenza dei carabinieri.
Nel caso dell'Insurrezione di Matera (21 settembre 1943) e delle Quattro giornate di Napoli (27 settembre - 1 ottobre 1943) i militari fedeli al cosiddetto Regno del Sud, insieme alla popolazione civile, riuscirono a liberare la città dei sassi e la città partenopea dall'occupazione delle forze armate tedesche, coadiuvate da gruppi di fascisti italiani.
L'avvenimento, che valse alla città di Napoli il conferimento della medaglia d'oro al valor militare, consentì alle forze alleate di trovare al loro arrivo, il 1º ottobre 1943, una città già libera dall'occupazione nazista, grazie al coraggio e all'eroismo dei suoi abitanti ormai esasperati ed allo stremo per i lunghi anni di guerra. Napoli fu la prima, tra le grandi città europee, ad insorgere con successo contro l'occupazione nazista.
Inizialmente, dal 9 settembre 1943 il Regno del Sud era costituito solo da una parte dalla Puglia, i territori di Taranto e Brindisi lasciati dalle forze angloamericane sotto il controllo di Badoglio e del re Savoia. Il resto del Sud Italia fu posto dagli angloamericani sotto il diretto controllo dell'AMGOT Allied Military Government of Occupied Territories. Solo dopo che il re Savoia si determinò a rovesciare l'alleanza coi nazisti e a dichiarare guerra alla Germania, in data 14 ottobre 1943, come nazione sconfitta cobelligerante (e non come alleata degli Alleati!), progressivamente il governo Badoglio fu messo in condizioni dagli angloamericani di amministrare anche gli altri territori dell'Italia meridionale, benché sempre sotto il controllo dell'ACC (Allied Control Commission).
Soltanto dopo il 4 giugno 1944, data della liberazione di Roma, la sede del governo italiano fu riportata a Roma.

## La cobelligeranza: riorganizzazione del Regio Esercito
I primi momenti di partecipazione alla lotta contro i tedeschi furono assai difficoltosi, con gli italiani divisi tra lo schierarsi con il Governo del Sud che rappresentava la continuità legale e l'affiancamento agli Alleati, e la continuazione della guerra a fianco dei tedeschi.

### In guerra contro la Germania

Fanti italiani all'assalto sulle pendici di Montelungo, Caserta, dicembre 1943

Il 14 ottobre 1943 l'Italia dichiara ufficialmente guerra alla Germania nazista e diventa cobelligerante a fianco degli Alleati; la dichiarazione viene "recapitata" in modo alquanto irrituale; l'incarico venne inizialmente assegnato all'ambasciatore italiano a Madrid, Giacomo Paolucci di Calboli, che tentò di ottenere senza esito un incontro con l'ambasciatore tedesco; in mancanza, affidò ad un segretario d'ambasciata il compito di recapitare la missiva, e questi la consegnò nelle mani del primo membro della legazione tedesca che aprì la porta, scappando via; non appena realizzato il contenuto del foglio, il tedesco rincorse l'italiano per strada e lo costrinse a riprendersi la nota; a questo punto l'ambasciatore italiano concluse che se i tedeschi hanno ritenuto di dover respingere la nostra nota, vuol dire che l'hanno letta e secondo il diritto internazionale tanto basta perché la dichiarazione di guerra abbia da credersi avvenuta.
Il problema della dichiarazione di guerra non era solo formale, in quanto a questa notifica era legato un sostanziale cambiamento dei membri delle forze armate italiane che si fossero in futuro opposti in armi ai tedeschi, che in precedenza venivano considerati franchi tiratori; altrettanto importante era per gli Internati Militari Italiani in Germania, che in numero di 600 000 a questo punto avrebbero dovuto diventare prigionieri di guerra. In realtà ai prigionieri questo status non venne riconosciuto; dopo avere effettuato la scelta se aderire alla Repubblica Sociale Italiana o meno, coloro che rifiutarono cambiarono status divenendo “internati militari” (per non riconoscere loro le garanzie della Convenzione di Ginevra), ed infine, dall'autunno del 1944 alla fine della guerra, “lavoratori civili”, in modo da essere sottoposti a lavori pesanti senza godere delle tutele della Croce Rossa loro spettanti.
Gli Alleati non furono inizialmente favorevoli all'impiego di truppe italiane tanto che il 21 settembre il generale Mac Farlane comunicava a Badoglio che "per ordine superiore le truppe italiane non avrebbero dovuto più partecipare a combattimenti fino a nuovo ordine". Le proteste del governo regio e le insistenze dei comandi italiani (in concomitanza con la creazione nel nord della RSI) fecero sì che gli Alleati rivedessero questa decisione.

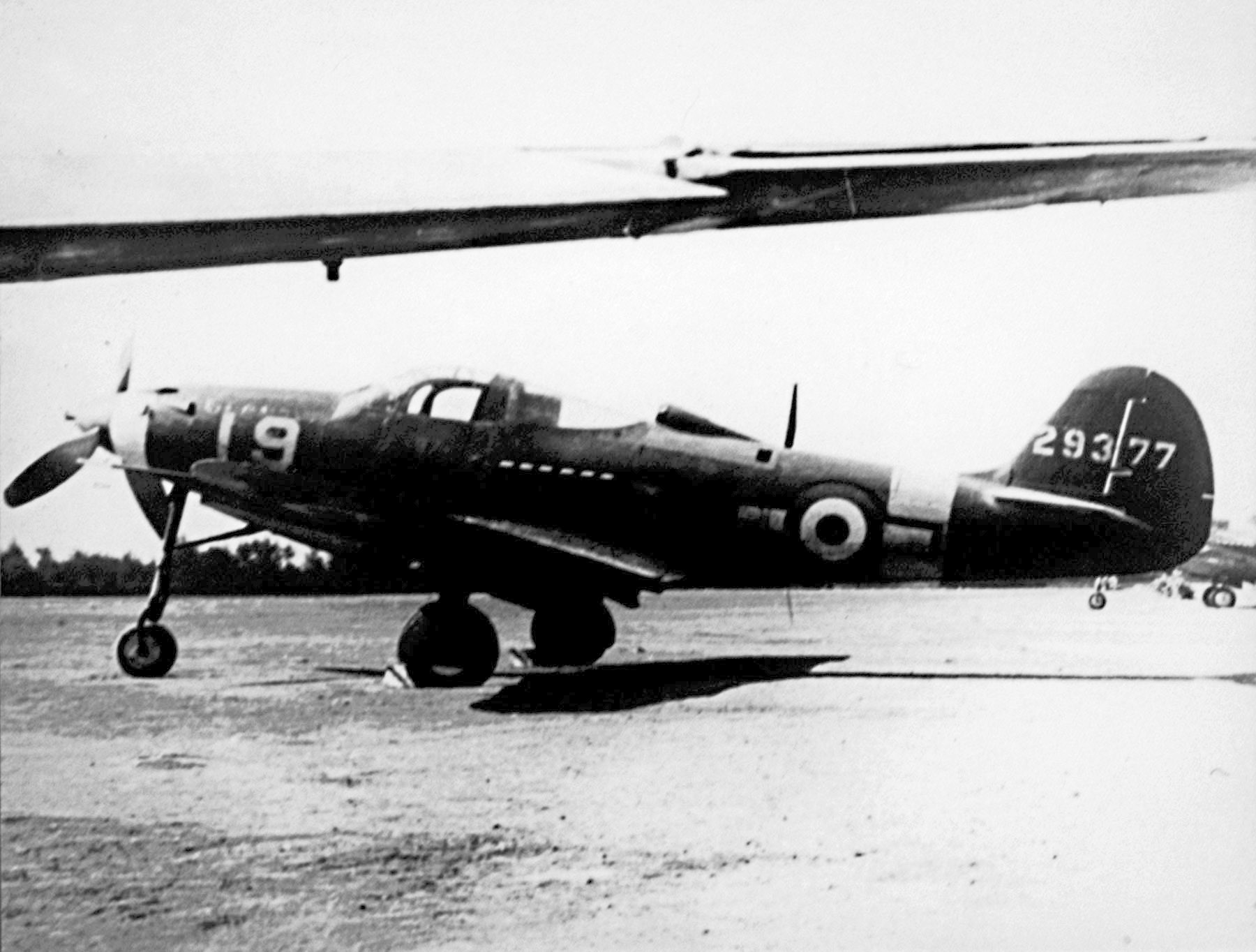
Uno dei Bell P-39N-1 Airacobra in organico al 4º Stormo C.T. Si noti la coccarda tricolore apposta sopra quella della statunitense USAAF.

Viste le precarie condizioni dal punto di vista del materiale bellico disponibile, le forze armate schierate con gli Alleati ebbero sempre possibilità limitate. Non era certo il numero di militari che mancava, anzi i campi di raccolta nella zona controllata dagli Alleati ed amministrata burocraticamente dal Regno del Sud erano pieni di sbandati, ma autocarri, armi leggere e pesanti, buffetterie, munizioni, che per garantire l'operatività dei reparti costituiti vennero raccolti in ogni luogo possibile.
Le forze armate regie, faticosamente ricostituite per prendere parte a fianco degli Alleati alla guerra regolare al Sud secondo alcuni furono afflitte da gravi difficoltà che ne resero difficile l'operatività. Le cause, secondo lo storiografo Claudio Pavone, sarebbero riconducibili alla depressione morale degli animi e alla scarsa combattività della gran parte dei giovani, demoralizzati dalla dissoluzione seguita all'8 settembre e poco interessati a partecipare la guerra: l'afflusso di volontari fu modesto, le diserzioni tra i reparti furono elevate, lo spirito combattivo non si dimostrò molto elevato, si diffuse la renitenza alla leva. La "ripresentazione alle armi dei militari aventi obbligo di servizio delle classi dal 1914 al 1924", disposta dal governo Bonomi con la circolare del 23 settembre 1944, diede risultati disastrosi: si diffuse un rifiuto di obbedienza di massa con sommosse in Sicilia e violente manifestazioni contro gli arruolamenti anche in Puglia, Sardegna, Calabria, Lazio, Campania e Umbria. Gli assenti e gli sbandati oscillarono tra gli 80 000 uomini del novembre 1944 ed i 200 000 del gennaio 1945.
Secondo valutazioni fatte da altri come Carlo Vallauri e Raimondo Luraghi in Italia, da Richard Lamb in Gran Bretagna e Charles O'Reilly negli Stati Uniti e raccolte da Giovanni Di Capua, le forze del Regio Esercito furono più numerose e determinanti di quanto non riconosciuto da studi precedenti: al 25 aprile 1945 si avevano 99 000 militari facenti parte dei Gruppi di Combattimento e schierati sulla linea del fronte, 160 000 membri delle divisioni ausiliarie (inquadrati come lavoratori, ma anche salmerie, genieri impegnati al riattamento delle opere viarie e ferroviarie spesso al ridosso delle prime linee e quindi bersaglio delle artiglierie tedesche), 66 000 addetti al controllo del traffico e alla sicurezza di impianti portuali ed infrastrutture nelle retrovie. A questi si aggiungevano 100 000 avieri e marinai e 65 000 militari delle unità disciolte all'estero che si erano uniti ai partigiani locali (Balcani e Francia) per un totale di 490 000 effettivi.
Anche Winston Churchill riconobbe preferibile l'impiego di forze italiane in tutte le operazioni di retrovia e anche nel controllo del territorio, visto che l'alternativa sarebbe stata impegnare forze Alleate in larga quantità, ed il suo giudizio sull'operato delle forze armate italiane fu espresso in questi termini:
Churchill considerava anche la mancanza di autorità elettiva nei partiti politici riunitisi a Bari, sebbene va tenuto presente che era stato lo stesso Vittorio Emanuele III a cercare e favorire contatti con i loro rappresentanti subito dopo il 25 luglio 1943; in ogni caso egli riteneva ancora che "Non è affatto certo che essi avrebbero una qualche autorità sulle forze armate italiane attualmente combattenti insieme a noi" e queste considerazioni influivano anche sull'Italia in mano ai fascisti che lo rappresentavano su manifesti di propaganda ringhioso come un bulldog e con una pistola fumante in mano.
Sul versante interno, la collaborazione fra le forze del ricostituendo Esercito Italiano e le formazioni partigiane non fu sempre facile. Come rileva Pavone, nonostante gli sforzi propagandistici delle autorità regie ed anche dei partiti antifascisti del CLN, non si verificò mai una vera "coesione morale" tra le formazioni partigiane combattenti al nord ed i nuovi reparti dell'esercito regolare in avanzata da sud accanto agli alleati, considerati dagli uomini della Resistenza modesti resti di un'istituzione ormai screditata dai passati fallimenti.
Tuttavia, azioni volte al coordinamento fra la guerriglia partigiana e le azioni militari dell'esercito regolare furono avviate almeno a partire dalla fine del 1943. Il 10 di dicembre Giovanni Messe, Capo di Stato Maggiore Generale del Regio Esercito, diramò la circolare nº 333/0P, diretta ai comandanti delle formazioni resistenziali, spesso guidate da ufficiali, nella quale si delineano gli obiettivi della organizzazione clandestina delle "bande", assimilabili a corpi dell'esercito che operano dietro le linee nemiche, e si definiscono i compiti e le tipologie di operazioni da attuare contro l'esercito occupante e contro i militari della RSI.

### Le operazioni della Regia Marina
L'unica forza armata in grado di condurre in forze operazioni organiche era la Regia Marina che però venne impiegata solo nelle unità leggere in operazioni di scorta ai convogli ed antisommergibile (cacciatorpediniere, torpediniere e corvette), e degli incrociatori in missioni di bombardamento contro le coste dell'Italia occupata, oltre che di crociere di vigilanza nell'Atlantico come esercitazione. Molto attiva fu invece Mariassalto, che raccolse l'eredità della Xª Flottiglia MAS, effettuando varie azioni di sabotaggio, tra le quali gli affondamenti della portaerei Aquila (notte del 19 aprile 1945 da parte di un gruppo di incursori, tra cui il sottotenente di vascello Nicola Conte e il sottocapo Evelino Marcolini, nel porto di Genova) e dell'incrociatore Bolzano (operazione denominata "QWZ", nella notte del 21 giugno 1944 nel porto di La Spezia) e numerosi sbarchi di sabotatori italiani, inglesi e statunitensi dietro le linee. Da notare che il primo reparto ad entrare a Venezia, impedendo alcuni atti di sabotaggio tedesco, fu proprio un reparto di Nuotatori Paracadutisti di Mariassalto. Inoltre gli uomini del reggimento "San Marco" entrarono a far parte del gruppo di combattimento "Folgore", e con questa unità parteciparono alle operazioni terrestri della campagna d'Italia nel corso del 1945.
Varie unità vennero impegnate immediatamente dopo l'8 settembre per rimpatriare gli italiani da Dalmazia, Albania e Grecia. Nelle operazioni vennero rimpatriati 25 000 uomini (cifra comunque esigua rispetto al numero di internati) e vennero perse tre torpediniere (Sirtori, Cosenz e Stocco) impegnate nei servizi di scorta, insieme ai piroscafi Diocleziano e Probitas; anche sommergibili e motozattere vennero estesamente impegnati nello sbarco ed il recupero di sabotatori, informatori e sbandati (nei Balcani), oltre che per rilevamenti idrografici in vista di successivi sbarchi, come a Salerno, e per il rifornimento dei patrioti delle formazioni partigiane; il totale di operazioni effettuate fu di 21 359, per complessive 2 635 658 miglia percorse Una notevole rete radiofonica clandestina venne messa in opera dalla marina nell'ambito della ricostituzione dei servizi di informazione, ed operò efficacemente fino alla fine della guerra fornendo un costante flusso di informazioni verso il Regno del Sud ed i comandi Alleati.
Per quanto riguarda le navi da battaglia classe Littorio e classe Caio Duilio, furono internate nei Laghi amari, in Egitto, fino al 1947 e non diedero alcun contributo allo sforzo bellico. Sebbene per le prime fosse stato proposto l'impiego nella guerra in estremo oriente, l'idea venne scartata dall'ammiragliato inglese anche perché la ridotta autonomia delle navi da battaglia della classe Littorio costituiva una forte limitazione al loro impiego operativo in un teatro di quella vastità.
Per la Regia Marina, le attività di scorta ai convogli non furono le uniche. Di quella che fino all'8 settembre era stata la formazione di incursori denominata Xª Flottiglia MAS, una parte, tra cui il capitano di vascello Ernesto Forza, rimase fedele al Regno d'Italia formando l'unità speciale denominata Mariassalto. A questi si unì Luigi Durand de la Penne una volta rimpatriato nel 1944, dopo la sua prigionia in India in seguito alla cattura avvenuta la notte dell'azione del dicembre del 1941 ad Alessandria. Questa unità partecipò ad azioni al fianco delle unità alleate corrispondenti, in particolare per mantenere aperto il porto della Spezia, insieme ad omologhe unità inglesi, contro il tentativo dei tedeschi di affondare delle navi alla sua entrata. In particolare vennero effettuate due operazioni di rilievo. La prima, denominata QWZ, nella notte del 21 giugno 1944 nel porto di La Spezia portò all'affondamento dell'incrociatore pesante Bolzano, ultimo superstite della sua classe ed all'ulteriore danneggiamento dell'incrociatore Gorizia, già in riparazione per i danni subiti in un bombardamento. L'incursione, partita dal cacciatorpediniere Grecale e dalla motosilurante 74 appoggiati da un M.T.S.M., venne diretta dal capitano di vascello Forza che con due operatori gamma, i guardiamarina Francesco Berlingieri ed Andrea De Angelis, un pilota di SLC, il sottocapo nocchiero Corrado Gianni ed il sottotenente di vascello della Royal Navy Causer, penetrò nel porto con i chariot, i corrispondenti inglesi degli SLC, attaccando i due incrociatori. Per questa azione verranno conferite tre medaglie d'argento al valor militare, tre di bronzo e una croce di guerra al merito.

La portaerei Aquila dopo la seconda guerra mondiale in attesa della demolizione

La seconda, denominata Toast, venne svolta nella notte del 19 aprile 1945 da un gruppo di incursori, tra cui il sottotenente di vascello Nicola Conte e il sottocapo Evelino Marcolini, ed aveva come obiettivo l'affondamento nel porto di Genova di quella che sarebbe dovuta diventare la prima portaerei italiana, l'Aquila, per impedire che venisse affondata dai tedeschi bloccando così l'ingresso del porto. Per l'affondamento dell'Aquila il sottocapo Marcolini e il sottotenente Conte vennero decorati di Medaglia d'Oro al Valor Militare. Come menzionato nelle motivazioni del conferimento delle medaglie, gli incursori utilizzarono del materiale di dubbia efficacia, residuato delle operazioni precedenti, poiché non esisteva alcuna possibilità di rimpiazzo visto che i luoghi deputati alla ricerca, allo sviluppo e alla produzione erano tutti nelle mani dei tedeschi.
Tra gli esponenti più rappresentativi di questa unità figura il sottotenente Angelo Garrone. Questo ufficiale guidò molte spedizioni dietro le linee tedesche, come ad esempio quella del 20 luglio 1944 quando, sbarcati dal MAS 61 presso Ortona, fecero saltare un tratto di strada per interrompere il traffico sulla statale 16 Adriatica; ancora il 18 novembre 1944 un altro sabotaggio partendo da un mezzo statunitense, conclusosi con la scoperta tedesca del gruppo e una rapida fuga; nel dicembre 1944 furono eseguite altre due missioni: la prima nella notte tra il 4 e il 5 dicembre con la Patrol Torpedo Boat statunitense Rebel, per rifornire i partigiani ed alcuni informatori, Montanino e Maletto; alla testa di 12 NP italiani era il capo di 3ª classe Vittorio Fanchin, subordinato agli ordini dell'ufficiale statunitense Crislow. Altra missione in novembre nei pressi di Ancona, quando un gruppo di 15 NP al comando del sottotenente Ambrosi, trasportato sul MAS 31, con l'obiettivo di far saltare dei ponti (due ponti stradali ed uno ferroviario) fallisce l'obiettivo.

### Ricostituzione della Regia Aeronautica

Giulio Cesare Graziani ed altri piloti dello Stormo Baltimore dell'Aeronautica Cobelligerante Italiana

Per quanto riguarda la situazione dell'aeronautica, la Regia Aeronautica venne sostituita dall'Aeronautica Cobelligerante Italiana (in inglese: Italian Co-Belligerent Air Force, ICBAF), che è la denominazione convenzionalmente utilizzata per identificare le forze aeree ricostituitesi nel Regno del Sud (territorio del sud Italia liberato dagli alleati dove si era rifugiato il re Vittorio Emanuele III) con equipaggi italiani e mezzi di provenienza sia alleata che di produzione nazionale e germanica, dopo il proclama Badoglio dell'8 settembre 1943 sull'armistizio di Cassibile.
La maggior parte dei reparti rimasti nel nord e centro Italia (territorio controllato dai tedeschi e dai membri di quella che successivamente divenne la Repubblica Sociale Italiana), andarono invece a costituire il 27 ottobre 1943 l'Aeronautica Nazionale Repubblicana (ANR), che continuava ad operare accanto alla Luftwaffe eseguendo compiti di difesa aerea dei grossi centri industriali del nord Italia.
Alla fine del 1943 le clausole dell'armistizio imponevano che ogni aereo italiano sotto il controllo della Regia Aeronautica venisse trasferito sulle basi alleate. Nonostante le difficoltà quali la mancanza di combustibile, la presenza delle truppe tedesche e la distanza delle basi nell'Egeo, in Albania o in Grecia unita alla limitata autonomia degli aeroplani italiani, 203 aerei italiani (39 caccia, 117 bombardieri o trasporto e 47 idrovolanti) atterrarono negli aeroporti alleati, ma la maggior parte di essi non fu in grado di continuare a combattere per molto tempo. Uniti ad un altro centinaio di apparecchi che si trovavano già in zona alleata costituirono una base di 250 aerei funzionanti. Molti di questi aerei però erano obsoleti per il 1943, la Regia Aeronautica aveva già in progetto di sostituirli. Inoltre tutte le fabbriche aeronautiche si trovavano al Nord, in mano tedesca. Gli appartenenti alla Regia Aeronautica continuavano però ad onorare il giuramento fatto al Re e rispettare gli accordi presi dal governo italiano con gli Alleati, partecipando attivamente alla Guerra di Liberazione. Agli inizi quindi i veri protagonisti della rinascita dell'Aeronautica italiana furono i meccanici che, grazie ad un paziente lavoro di reperimento e adattamento dei pezzi di ricambio cercarono di rimettere in condizione di volo la maggior quantità di aeroplani possibile. I loro equipaggi vennero addestrati anche a volare con aerei alleati ed impiegati in operazioni di trasporto, scorta, ricognizione, salvataggio in mare e operazioni tattiche limitate, per un numero complessivo di 11 000 missioni svolte tra il 1943 ed il 1945.
La riorganizzazione della Regia Aeronautica iniziò immediatamente dopo l'8 settembre quando in 24 ore il 4º Stormo realizza il mutamento di fronte con le prime azioni a difesa dai tedeschi e quindi con le prime azioni offensive contro il nuovo nemico. Per circa un mese la Regia Aeronautica operò di propria iniziativa, su indicazioni del Comando supremo, senza controllo operativo degli Alleati e senza le limitazioni armistiziali, sino al riconoscimento ufficiale dello status di cobelligerante. Ciò fu possibile per l'autorevole presenza del Re e dei vertici delle Forze Armate subito insediatisi a Brindisi.
Decisivo per la realizzazione dei nuovi obiettivi fu l'incontro del 15 settembre 1943 tra il capo di Stato Maggiore dell'Aeronautica Militare, il generale di divisione Renato Sandalli, e l'Air Commodore Foster, capo della divisione aeronautica della Allied Control Commission. Il 21 settembre vennero cambiate le insegne della Regia Aeronautica nella coccarda tricolore posizionata nelle tipiche posizioni: in fusoliera, sulla coda e sulle ali. Le nuove disposizioni divennero operative il 15 ottobre del 1943, quando la Regia Aeronautica possedeva 281 apparecchi di cui 165 operativi. Il governo italiano aveva dichiarato guerra alla Germania il 13 ottobre.
In quel primo periodo la Regia Aeronautica non operò mai sul territorio italiano: il suo teatro operativo era limitato ai Balcani (Jugoslavia ed Albania), inquadrata nella Balkan Air Force; questo anche per evitare scontri tra aerei con equipaggi italiani. Nell'intera storia della Regia Aeronautica, una tale situazione non si verificò mai. Mentre gli aerei da trasporto e bombardamento operarono al di fuori del territorio italiano, i ricostituiti reparti caccia invece verranno assegnati dapprima in parte alla Desert Air Force e poi alla Mediterranean Allied Air Force.

### L'Esercito Cobelligerante Italiano: dal Primo Raggruppamento Motorizzato ai Gruppi di Combattimento
Tra le unità italiane che parteciparono alla Campagna d'Italia vi fu il Primo Raggruppamento Motorizzato creato a San Pietro Vernotico (LE) il 26 settembre 1943. Il Raggruppamento fu comandato inizialmente dal generale Vincenzo Dapino, a cui succedette il generale Umberto Utili sotto il quale venne ingrandito e trasformato nel Corpo Italiano di Liberazione.
Fu la prima grande unità del Regio Esercito a prendere parte alle operazioni della Campagna d'Italia accanto alle forze alleate dopo i fatti seguiti all'armistizio proclamato l'8 settembre 1943, e venne impegnato per la prima volta a Mignano Monte Lungo nella Battaglia di Montelungo, dove il reparto ebbe il battesimo del fuoco, con perdite sanguinose e soprattutto un alto numero di dispersi.
L'impegno delle forze armate italiane alla campagna di liberazione nazionale fu per forza di cose limitato dalle precarie condizioni nelle quali versavano i depositi di materiale nelle zone controllate dal Regno del Sud e dal fatto che tutte le principali fabbriche di materiale bellico si trovavano nella zona controllata dai tedeschi e dalla Repubblica Sociale Italiana.
Il Primo Raggruppamento Motorizzato venne impiegato nella battaglia di Montelungo con un bilancio pesante in termini di perdite soprattutto in considerazione dei risultati ottenuti. L'episodio fu marginale dal punto di vista della Campagna d'Italia, ma fu la prima occasione per le truppe italiane di essere ammesse a combattere con unità organiche i tedeschi accanto alle forze alleate. All'inizio del 1944 il generale Utili assunse il comando, ed oltre ad impedire il frazionamento dell'unità e l'impiego nelle retrovie come uomini di fatica del personale combattente, riorganizzò il reparto; venne effettuato l'avvicendamento del 67º reggimento fanteria con il 68°, reinquadrati i due battaglioni del 4º Reggimento bersaglieri che erano stati aggregati ed inseriti un battaglione di paracadutisti (su tre compagnie) della divisione Nembo, un reparto di alpini e uno di incursori, che portarono la consistenza numerica del Raggruppamento a 9500 uomini. Il 5 febbraio il Raggruppamento viene aggregato al Corpo di Spedizione francese nella parte di Abruzzo vicina a monte Marrone, e il 4 marzo respinge un attacco tedesco. Il 26 marzo il corpo francese viene ritirato dalla linea del fronte e gli italiani posti alle dipendenze del II Corpo d'Armata polacco del generale Anders, ed il 31 marzo alcuni reparti, tra i quali il Battaglione alpini "Piemonte" e i paracadutisti, vengono impegnati nella battaglia di Monte Marrone senza però riuscire a scalzare i reparti tedeschi dalla vetta.
Il 15 aprile anche i polacchi vengono sostituiti e il Raggruppamento passa alle dipendenze britanniche, proseguendo la tendenza che voleva evitare la costituzione di unità italiane troppo forti dal punto di vista organico, e sempre alle dipendenze di grandi unità alleate. A quel punto il Raggruppamento assorbì altri due battaglioni di paracadutisti ed altri reparti arrivando a contare circa 14 000 effettivi, e divenne il nucleo iniziale del Corpo Italiano di Liberazione (CIL), sempre comandato dal generale Utili, con il cambio ufficiale di denominazione comunicato il 17 aprile 1944 e con decorrenza ufficiale il 22 marzo. La formazione, ora forte di 22 000 uomini, anche grazie al continuo influsso di volontari rese necessaria la formazione di ulteriori unità. Il CIL venne quindi organizzato in due nuove divisioni: la "Nembo" e la "Utili". La "Nembo" era composta dall'omonima divisione paracadutisti del Regio Esercito. La "Utili" era formata da quello che inizialmente era il Primo Raggruppamento Motorizzato ed altri reparti e prese il nome dal suo comandante, il generale Umberto Utili. Il contributo italiano arrivò a contare circa 30 000 effettivi alla fine del 1944, anche se il CIL si era già riorganizzato nella nuova struttura dei Gruppi di Combattimento.
Questi, creati il 23 luglio 1944 su autorizzazione allo Stato Maggiore generale da parte delle forze armate alleate, erano costituiti per lo più da soldati provenienti da varie Divisioni dell'Esercito Regio (ma anche da partigiani e da volontari) equipaggiati, armati e addestrati dall'esercito britannico.
Inizialmente formati dalle Divisioni "Cremona" e "Friuli" - ognuna delle quali era composta da circa 10 000 uomini ordinati su due reggimenti di fanteria, uno di artiglieria e unità minori - dopo poche settimane si aggiunsero i gruppi "Folgore", "Piceno", "Legnano" e "Mantova". La struttura di queste unità militari quindi era quella della divisione binaria (due reggimenti di fanteria e uno di artiglieria più comando), con struttura più snella alle precedenti divisioni del Regio Esercito con i suoi 13 500 uomini, in primo luogo per la mancanza della legione Camicie Nere che faceva parte della precedente tabella standard, e poi anche per il numero inferiore di uomini destinato ai servizi. Secondo alcune stime del 2003, le perdite dei militari italiani schierati con gli Alleati ammontarono a circa 20 000 morti, oltre 11 000 feriti e 19 000 dispersi
Giorgio Rochat calcola invece a 3 000 i morti in azione tra i reparti italiani impegnati nella Campagna d'Italia; l'autore inoltre calcola a 20 000 i caduti nei combattimenti dopo l'8 settembre, 53 000 i deceduti tra i prigionieri dei tedeschi, 5 000-10 000 i morti nei campi alleati.

## Spostamenti del fronte fino al "lungo inverno" del '44

### La Linea Gustav

Paracadutisti italiani e tedeschi a Nettuno durante le operazioni legate allo sbarco di Anzio.

La battaglia per la conquista di Monte Lungo di Mignano, svoltasi nel mese di dicembre del 1943, fu il banco di prova per saggiare la partecipazione di unità militari italiane a fianco degli Alleati. Le forze tedesche furono costrette a ripiegare, ma guadagnarono tempo sufficiente per apprestare una difesa fortificata lungo una linea che tagliava trasversalmente l'Italia dall'Adriatico al Tirreno nel punto più stretto della penisola: la Linea Gustav.
Il motivo di tale scelta fu determinato dalla posizione dominante di Montecassino, posto sull'unica agevole via di accesso dal sud al nord verso Roma: la statale Casilina.
I tedeschi, ben appostati nelle loro fortificazioni sui monti, riuscirono a contrastare l'avanzata delle forze alleate.
La tragedia del Cassinate iniziò il 10 settembre 1943, due giorni dopo la proclamazione dell'armistizio, con uno spaventoso bombardamento anglo-americano, che colse impreparata la popolazione della città di Cassino. Le prime avvisaglie della guerra si erano avute già a partire dal 19 luglio con ripetuti bombardamenti del vicino aeroporto di Aquino.
Aspri combattimenti ci furono per la conquista delle posizioni da Mignano Monte Lungo a San Pietro Infine, a San Vittore, a Cervaro, che videro protagoniste le truppe del Primo Raggruppamento Motorizzato del ricostituito esercito italiano. Lo scontro decisivo dell'8 dicembre consentì alle forze alleate di occupare i primi avamposti della Linea Gustav lungo i fiumi Rapido e Gari.
Sul versante adriatico la linea passava lungo il corso del fiume Sangro, e lungo essa vennero combattute le sanguinose battaglie di Mozzagrogna-Lanciano, Altino-Sant'Eusanio del Sangro-Castel Frentano e poi sul fiume Moro la battaglia di Ortona definita "la Stalingrado d'Italia" e la battaglia di Orsogna.

### L'avanzata da Montecassino alla Gotica
L'episodio che segnò lo sfondamento della linea fortificata fu la battaglia di Cassino, in realtà una serie di quattro battaglie nelle quali non vennero impiegate truppe italiane, dispiegate sul versante adriatico, in quanto dopo la battaglia di Monte Marrone, il neo costituito CIL venne passato alle dipendenze del V corpo d'armata britannico, sul versante adriatico, nei dintorni di Lanciano, e precisamente fra Treglio, Arielli e Castelfrentano, riunendosi alle aliquote della divisione Nembo e al battaglione Bafile di fanti di marina del Reggimento San Marco.
La linea Gustav cedette il 18 maggio 1944, e i tedeschi si dovettero attestare sulla linea Hitler, posta poco più a nord, dove resistettero fino al 24 maggio.
Gli Alleati dovettero quindi affrontare una fortificatissima linea difensiva istituita dal feldmaresciallo tedesco Albert Kesselring, la Linea Gotica, che aveva lo scopo di proseguire la tattica della "ritirata combattuta", già attuata dai tedeschi fin dai primi sbarchi alleati in Sicilia, per infliggere al nemico il maggior numero di perdite, in modo tale da rallentare e addirittura fermare l'avanzata angloamericana verso nord, difendendo la Pianura Padana e quindi l'accesso all'Europa centrale attraverso il Brennero.
Grande apporto all'offensiva Alleata fu dato dalle forze cobelligeranti italiane e dalle formazioni partigiane molto attive nel nord Italia, dopo l'8 settembre l'esercito andò a riorganizzarsi più o meno autonomamente, in parte dichiarandosi fedele al Governo del sud, in parte entrando nelle file della neonata Repubblica Sociale Italiana e in parte andando a rinforzare il movimento resistenziale nel nord Italia.
L'VIII Armata britannica fu integrata dai combattenti del Primo Raggruppamento Motorizzato che poi divenne Corpo Italiano di Liberazione (CIL) (infine riorganizzato nei Gruppi di Combattimento), forte di 24 000 uomini, che combatterono duramente a fianco degli alleati sulla Gustav e poi sulla Gotica. Altri 20 000 uomini invece, compirono importanti incarichi ausiliari, come assicurare i rifornimenti nel pantano della Gotica appenninica nell'inverno 1944/1945, organizzati nei cosiddetti reparti BRITI (BRitish Italian Troops) e "USITI" (United States Italian Troops), in effetti lavoratori militarizzati.
Per le truppe italiane schierate dal 17 giugno con il II corpo polacco, iniziò l'avanzata verso il fiume Pescara raggiunto l'8 giugno, cui seguì la liberazione tra l'altro di Orsogna, Ari, Chieti, Bucchianico e Guardiagrele.
Si stima poi che nell'estate del 1944 vi furono circa 70-80 000 partigiani attivi nei movimenti di resistenza sulle montagne della Toscana e dell'Emilia-Romagna, divisi in formazioni che parteciparono ai combattimenti sulla Gotica. Nel settore dell'8ª Armata la Brigata Maiella, la 5ª Divisione Pesaro, la 29ª Brigata GAP "Gastone Sozzi", l'8ª Brigata Garibaldi "Romagna", la 28ª Brigata Garibaldi "Mario Gordini" appoggiarono l'armata inglese, mentre la 5ª Armata fu aiutata dalla 36ª Brigata Garibaldi "Alessandro Bianconcini", dalla 62ª Brigata Garibaldi "Camicie Rosse-Pampurio", dalla Brigata Partigiana Stella Rossa, dalla Divisione Modena-Armando, dal battaglione Patrioti XI Zona e infine dalla Divisione Lunense, poi "Apuania".

La Rocca di Monte Battaglia durante la guerra

Il 24 settembre 1944, un battaglione partigiano della 36ª Brigata Garibaldi "Alessandro Bianconcini" forte di 250 uomini e diviso in 6 compagnie, che operava nell'Appennino imolese-faentino, iniziava un movimento di infiltrazione che lo portava ad occupare Monte Battaglia nella mattina del 27. Nella stessa mattina un gruppo di partigiani impegnava unità tedesche che difendono la cima del Monte Carnevale mentre dall'altro versante del monte, all'insaputa dei partigiani stavano operando i soldati del 350º reggimento della 88ª divisione fanteria statunitense (Blue Devils), impegnata nello sfondamento della Linea Gotica, seguendo da sud verso nord lo spartiacque tra il Senio e il Santerno. Dopo l'incontro, nel pomeriggio del 27 gli statunitensi vengono guidati su Monte Battaglia. Il Monte aveva già ospitato nell'inverno 1943 un nucleo di partigiani e renitenti alla leva, ma non era stato giudicato motivo di preoccupazione dai fascisti. Questa volta invece, vista anche la vicinanza alla linea del fronte, giunti sul monte, i partigiani dovettero sostenere sotto la pioggia un attacco del 290º Reggimento Grenadier tedeschi, facente parte della 98ª divisione e con elementi della 44ª e della 715ª divisione, che furono respinti anche col concorso delle tre compagnie dei Blue Devils che si erano attestate sul monte e sulle pendici inframezzandosi ai partigiani.
Durante la notte le forze tedesche cannoneggiarono la cima e la mattina dopo sferrarono un nuovo attacco, giungendo fino a pochi metri dalla vetta, ma di nuovo dovettero ripiegare sotto il fuoco congiunto dell'esercito statunitense e dei partigiani. Per tutto il giorno, sotto la pioggia e tra le folate di nebbia, continuarono i combattimenti attorno e dentro la rocca, alternati al fuoco delle artiglierie e dei mortai. A sera, dopo ripetuti assalti tedeschi, la rocca era ancora in mano ai soldati statunitensi e ai partigiani. Questi ultimi furono tuttavia costretti a ritirarsi dietro le linee alleate.
I combattimenti continuarono per altri cinque giorni, ma i tedeschi, nonostante i rinforzi richiamati dal fronte adriatico e l'aiuto ottenuto anche da forze della Repubblica di Salò furono ancora respinti con ingenti perdite.

### Il proclama Alexander

Partigiani in azione durante la difesa della Repubblica dell'Ossola nel 1944.

Un episodio molto importante nella cronologia delle operazioni partigiane fu il cosiddetto proclama Alexander; nel tardo pomeriggio del 13 novembre 1944, dall'emittente "Italia combatte" (la stazione radio attraverso la quale il comando anglo-americano manteneva i contatti con le formazioni del C.L.N.), fu comunicato il seguente proclama, a nome del Comandante supremo dell'esercito alleato in Italia:
In considerazione di quanto sopra esposto, il generale Alexander ordina le istruzioni ai patrioti come segue:

1. cessare le operazioni organizzate su larga scala;

2. conservare le munizioni ed i materiali e tenersi pronti a nuovi ordini;

...
8. il generale Alexander prega i capi delle formazioni di portare ai propri uomini le sue congratulazioni e l’espressione della sua profonda stima per la collaborazione offerta alle truppe da lui comandate durante la scorsa campagna estiva.»
Questo documento venne interpretato da alcuni come un invito allo sbandamento delle formazioni partigiane, e favorì anche interpretazioni sulla volontà degli Alleati nell'aiutare il movimento partigiano. In ogni caso il comando del Corpo volontari della libertà evitò lo smantellamento inopinato del movimento partigiano che anzi, continuò, salvandosi dall'azione di violenta repressione che i tedeschi intensificarono parallelamente al periodo di inattività anglo-americane.
Il CVL invitò tutti i comandi regionali a interpretare il proclama Alexander nel senso dell'apertura della campagna invernale, non smobilitare ma passare a una nuova strategia in considerazione delle mutate condizioni belliche e climatiche.
Il proclama diramato in uno dei momenti più cruciali della guerra di liberazione fu giudicato, dalla maggior parte delle forze della Resistenza, un duro colpo politico, organizzativo e militare diffuso senza valutarne l'impatto psicologico, che sarebbe stato molto forte.
Il punto di vista americano prevalse e quello italiano divenne un "fronte dimenticato". I dirigenti della Resistenza appresero questa decisione dalla radio, così come l'appresero i nazifascisti la cui reazione non si fece attendere.
I tedeschi contando sull'interruzione delle operazioni Alleate intensificarono le azioni di rastrellamento per garantirsi il controllo su tutto il territorio del nord. Sebbene colpiti duramente sulle montagne e sulle colline, anche a causa della superiorità di mezzi della Wehrmacht, i partigiani riuscirono tuttavia a superare il periodo repressivo disperdendosi nella pianura Padana a ridosso dei centri urbani.
I mesi di novembre e dicembre furono molto drammatici per la Resistenza a Bologna - Forlì e Ravenna, anche se tardi, furono liberate perché il dispositivo insurrezionale non fu distrutto, ma molto indebolito dalle decisioni Alleate, causando un rallentamento nelle operazioni nella penisola e il protrarsi del conflitto in Italia. La sostituzione dell'inglese Alexander con lo statunitense Clark fu invece distensiva per i rapporti tra CLN ed Alleati, e vide un'intensificazione degli aviolanci alleati con aiuti ai resistenti in armi, munizioni e viveri.
A febbraio 1945 veniva schierato in linea il nuovo gruppo da combattimento Folgore costituito attraverso lo scioglimento della divisione paracadutisti Nembo, che iniziò le operazioni tra i fiumi Serio e Santerno; con una serie di attacchi iniziati il 1º aprile e proseguiti fino al 16 in concorso con il battaglione Grado di fanteria di marina veniva occupato Tossignano nella mattina del 13, respingendo poi i contrattacchi tedeschi e occupando infine il monte Bello. Il 19 aprile, sempre i paracadutisti della Nembo sloggiavano un battaglione di paracadutisti tedeschi del 4º reggimento della 1ª divisione "Gruene Teufels" (Diavoli verdi) nella battaglia di Case Grizzano con 33 caduti, di cui 3 ufficiali, e 52 feriti, di cui 6 ufficiali, e vennero concesse due MOVM e una Distinguished Service Cross britannica. Un'altra tappa importante fu la battaglia di Filottrano, che vide unità del II Corpo Polacco e il Gruppo di Combattimento Nembo contrapposti alla 71. e 278. infanterie-division tedesche facenti parte della 10. Armee, con il paese di Filottrano punto di cerniera tra le due divisioni tedesche ed ordine di "tenere Ancona quanto più a lungo possibile, senza farsi colpire in forma distruttiva...". Prologo alla battaglia fu la fucilazione da parte tedesca di dieci cittadini di Filottrano in risposta ad un non meglio precisato attacco a colpi d'arma da fuoco ad un autocarro tedesco il 30 giugno. Il giorno dopo il 15º reggimento Ulani di Poznan, avanguardia della 5ª divisione polacca Kresowa, attaccò l'abitato di S. Biagio costringendo alla reazione i tedeschi, ma il 2 luglio il loro attacco si arenò di fronte alle truppe alleate ed in seguito i carristi polacchi ed i paracadutisti italiani della Nembo appoggiati da guastatori proseguirono il tentativo di sfondamento in direzione di Ancona. Nei giorni successivi e fino al 7 luglio, il paese e le zone circostanti vennero aspramente contese dalle due parti con aspri contrattacchi di fanteria e forze corazzate, ma persi Castelfidardo ed Osimo i tedeschi dovettero ritirarsi dalla zona lasciando Filottrano in mano agli italiani, che entrarono in città col XIV battaglione paracadutisti; le perdite furono di 56 morti e 231 feriti, con 59 dispersi.

## L'offensiva finale e la Liberazione

21 aprile 1945: Bologna è liberata e carri armati alleati sfilano per le vie della città.

Nei primi giorni di aprile le forze alleate diedero vita all'offensiva finale per sfondare la Linea Gotica e dilagare successivamente dalla Pianura Padana verso tutta l'Italia del nord. Nella prima settimana manovre diversive sui lati del fronte distolsero le forze dello schieramento tedesco dall'imminente attacco principale. Nel quadro operativo rientrava l'operazione Roast, un assalto condotto dalla 2ª Brigata Commando britannica supportata dai partigiani della 28ª Brigata Garibaldi "Mario Gordini" per catturare l'istmo fra Comacchio e Porto Garibaldi e liberare il lato nord delle valli di Comacchio. Contemporaneamente l'operazione Bowler colpì le infrastrutture di trasporto fluviali e portuali veneziane, cui ormai le forze dell'asse erano costrette a ricorrere data l'inservibilità di ferrovie e strade.
Il 6 aprile 1945 un pesante bombardamento d'artiglieria colpì le difese tedesche sul Senio. Il 9 aprile 825 bombardieri pesanti, seguiti dai cacciabombardieri, lanciarono bombe a frammentazione nelle retrovie del Senio. L'8ª Divisione indiana, la 2ª Divisione neozelandese e la 3ª Divisione dei Carpazi (sul fronte del II Corpo polacco lungo la Via Emilia) attaccarono all'imbrunire e raggiunsero l'11 aprile il fiume Santerno nelle prime ore del mattino. La 5ª e 6ª Compagnia dell'87° Friuli sferrarono l'attacco all'alba del 10 aprile, superando il Senio e raggiungendo le case di Cuffiano. I neozelandesi, tuttavia, avevano raggiunto il Santerno già la notte del 10 aprile attraversandolo all'alba dell'11. I polacchi giunsero sul Santerno la notte dell'11 aprile.
Nella tarda mattinata del 12 aprile, dopo una notte di continui assalti, l'8ª Divisione indiana si stabilì sulla riva opposta del Santerno e la 78ª Divisione britannica cominciò a oltrepassarla per assaltare Argenta. Nel frattempo la 24ª Brigata Guardie britanniche, facenti parte della 56ª Divisione (Londra) di fanteria britannica aveva lanciato un attacco anfibio attraverso l'acqua e il fango delle lagune presso Argenta. Anche se riuscirono a raggiungere la riva opposta, la notte del 14 aprile rimasero bloccati sulle posizioni della Fossa Marina. La 78ª Divisione britannica si fermò la stessa notte sul Reno presso Bastia.
La V Armata americana iniziò il suo assalto il 14 aprile, dopo il bombardamento di 2000 bombardieri pesanti e di circa 2000 pezzi d'artiglieria, con gli attacchi del IV Corpo americano (Forza di spedizione brasiliana, 10ª Divisione da montagna e 1ª Divisione corazzata americana) sulla sinistra. A ciò seguì nella notte del 15 aprile l'offensiva del II Corpo che colpì con la 6ª Divisione corazzata sudafricana e la 88ª Divisione di fanteria. Esse avanzarono verso Bologna fra la SS 64 e la SS 65. I progressi contro la coriacea resistenza dei tedeschi furono lenti ma alla fine la superiorità di fuoco degli Alleati e la mancanza di riserve dei tedeschi fecero sì che per il 20 aprile entrambi i Corpi d'armata americani sfondassero le difese sugli Appennini e raggiungessero la Pianura Padana. La 10ª Divisione da montagna fu reindirizzata ad aggirare Bologna e lasciarsela sulla sua destra premendo verso nord. Il II Corpo americano sarebbe rimasto ad occuparsi di Bologna insieme con l'VIII Armata britannica che avanzava dalla loro destra.
Per il 19 aprile il blocco presso Argenta fu forzato e la 6ª Divisione corazzata britannica sfilò attraverso l'ala sinistra dell'avanzante 78ª Divisione britannica per correre verso nord ovest lungo il Reno fino a Bondeno e lì riunirsi con la V Armata americana, in modo da completare l'accerchiamento di Bologna ed intrappolare i tedeschi che la difendevano.
Nel pomeriggio del 20 aprile gli italiani della "Friuli" si attestarono sull'Idice, ultima difesa di Bologna. Su tutto il fronte la difesa dei tedeschi era disperata ma ancora determinata, ma nonostante ciò la mattina del 21 aprile il I Battaglione della 87ª "Friuli" entrò in Bologna avanzando lungo la via Emilia (SS 9), con in testa il Comandante di reggimento Arturo Scattini, insieme alla 3ª Divisione dei Carpazi (II Corpo polacco), seguita dopo un paio d'ore dal II Corpo americano che entrò da sud.
Il IV Corpo americano continuò la sua avanzata verso nord e raggiunse il Po a San Benedetto Po il 22 aprile. Il fiume fu attraversato il giorno seguente e l'avanzata proseguì a nord verso Verona che fu liberata il 26 aprile. Alla destra della V Armata (sulla sinistra dell'VIII Armata britannica) il XIII Corpo britannico passò il Po presso Ficarolo il 22 aprile. Il V Corpo britannico attraversò il Po il 25 aprile dirigendosi speditamente verso l'ultima linea di resistenza tedesca (Linea Veneziana) costruita lungo l'Adige.

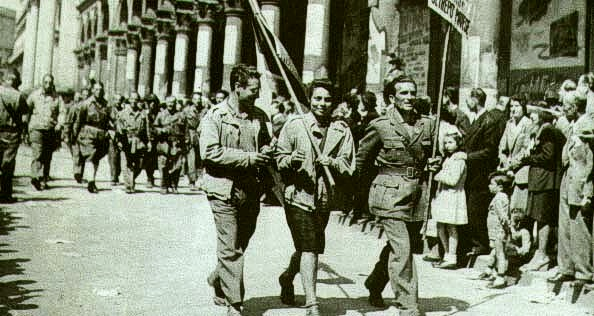
Partigiani in festa a Milano

Le truppe tedesche stavano ripiegando ovunque: appena le forze Alleate cominciarono a premere e ad attraversare il Po, il contingente brasiliano e la 34ª Divisione di fanteria con la 1ª Divisione corazzata del IV Corpo, posizionati sull'ala sinistra dello schieramento, si catapultarono verso ovest lungo la SS 9 (via Emilia); attraversarono Piacenza ed il Po per tagliare la via di fuga alle truppe naziste attraverso la pianura padana verso la Svizzera e l'Austria attraverso il Lago di Garda ed il Passo del Brennero. Il 27 aprile la 1ª Divisione corazzata entrò a Milano, liberata dai partigiani il 25 aprile. Il comandante del IV Corpo, Crittenberge, entrò nella città il 30 aprile. Il 28 aprile a sud di Milano il contingente brasiliano imbottigliò il 148º Grenadier (granatieri) tedesco e un'intera divisione di bersaglieri italiani, la 1ª Divisione Bersaglieri Italia, catturando un totale di 13 500 prigionieri nella battaglia della Sacca di Fornovo.
Sull'estrema destra dello schieramento alleato il V Corpo britannico, incontrando minori resistenze, attraversò la simbolica Linea Veneziana, e nelle prime ore del 29 aprile entrò a Padova dove i partigiani avevano già catturato una guarnigione tedesca di 5 000 militari.
Con l'approssimarsi della fine delle ostilità, militari e partigiani si adoperarono per salvare quanto possibile delle fabbriche ed infrastrutture italiane dalla distruzione. Gli NP (Nuotatori - Paracadutisti, incursori della Marina) furono il primo reparto alleato ad entrare in Venezia il 30 aprile 1945, dove si trovavano alcuni reparti tedeschi che non avevano ottemperato all'ordine di resa. Alle ore 17 del 27 aprile, in seguito a un'offensiva di reparti partigiani iniziata il 22, gli NP sbarcavano sull'isola di Bacucco (oggi chiamata Isolaverde), che si trova alla foce del Po di Goro e divide la sacca dello stesso dal mare. Preso contatto con un gruppo di tedeschi, gli NP li impegnano in combattimento catturandone 14, dopodiché i tedeschi si diedero alla fuga. Lasciati i prigionieri sotto sorveglianza, il gruppo comandato dal sottotenente Garrone inseguì i fuggiaschi e ne catturò 12 unitamente ad un barcone a motore, armi, una tonnellata di viveri e 5 cavalli. Il giorno dopo agli avamposti degli incursori si presentarono degli ucraini arruolati dai tedeschi per trattare la resa del loro reparto nelle mani di una formazione regolare e non di partigiani. Accettata la resa, con la condizione che i prigionieri non sarebbero stati restituiti ai russi, alle ore 8:00 del 28 aprile gli incursori sbarcano a Chioggia acclamati dalla popolazione; il 30 il reparto arriva a Venezia.
Una delle ultime operazioni compiute dalle forze italiane fu l'operazione Herring, un lancio di 226 paracadutisti italiani, appartenenti alle divisioni Folgore e Nembo, nata dal 183º Reggimento paracadutisti "Nembo". Le squadre erano composte da metà della squadrone "Frecce" (Frecce Squadron) e metà della Nembo e 1 sergente guastatore britannico in piccoli gruppi di 6-8 uomini, (eccezionalmente 12-16) in un'area compresa tra Ferrara, Mirandola, Poggio Rusco, Modena ed il fiume Po, allo scopo di infiltrarsi tra le linee tedesche, sabotare telefoni, ponti, depositi di munizioni ed altri obiettivi sensibili, per causare il caos assieme a reparti di partigiani. L'azione, che fu l'ultima operazione di aviolancio compiuta durante la seconda guerra mondiale, avrebbe dovuto durare 36 ore, a partire dalla notte del 19 aprile; invece nelle notti del 20-21-22 e 23 aprile 1945 vennero effettuate varie azioni di guerriglia e sabotaggio alle spalle dell'esercito tedesco fortificato nella linea Gotica. Quella che doveva essere guerriglia si trasformò invece in una dura battaglia che portò alla conquista di 3 ponti, alla distruzione di una polveriera, 44 automezzi blindati, corazzati o protetti, al taglio di 77 linee telefoniche, con in aggiunta (assieme ai partigiani) l'uccisione di 481 tedeschi ed alcuni elementi della milizia, e la cattura di almeno 1083 prigionieri, che vennero consegnati alla 6ª divisione corazzata britannica. Le perdite italiane (esclusi i partigiani) furono di 30 morti, e 12 feriti (più un morto britannico). Le truppe italiane furono quindi raggiunte da reparti alleati (e ulteriori formazioni partigiane) favorendo il forzamento del Po; a parte il supporto di poche decine di partigiani avevano dovuto combattere da soli fino alla tarda serata del 20 aprile in condizioni di nettissima inferiorità numerica. Tra gli italiani rimase vittima dello scontro il sottotenente Franco Bagna, il cui coraggio gli valse dopo la morte una medaglia d'oro al valor militare.
Nell'ambito di questa guerra vi furono anche episodi di scontri tra italiani, che si protrassero anche dopo la resa di Caserta delle forze dell'Asse in Italia che entrò effettivamente in vigore il 2 maggio 1945. Tra questi, l'Eccidio di Porzûs, che evidenziò i contrasti (comunque limitati se paragonati al numero di uomini impegnati) tra le forze partigiane, riflesso delle diverse visioni politiche dei partiti facenti parte del CLN. Dopo questo fatto, i superstiti della Brigata Osoppo non consegnarono tutte le armi al momento della Liberazione, gettando le basi di un'organizzazione segreta, detta Organizzazione O dal nome del suo comandante, il colonnello Luigi Olivieri, con finalità anticomuniste, che durerà fino al 1956 per confluire poi nell'organizzazione Gladio.

## Conseguenze

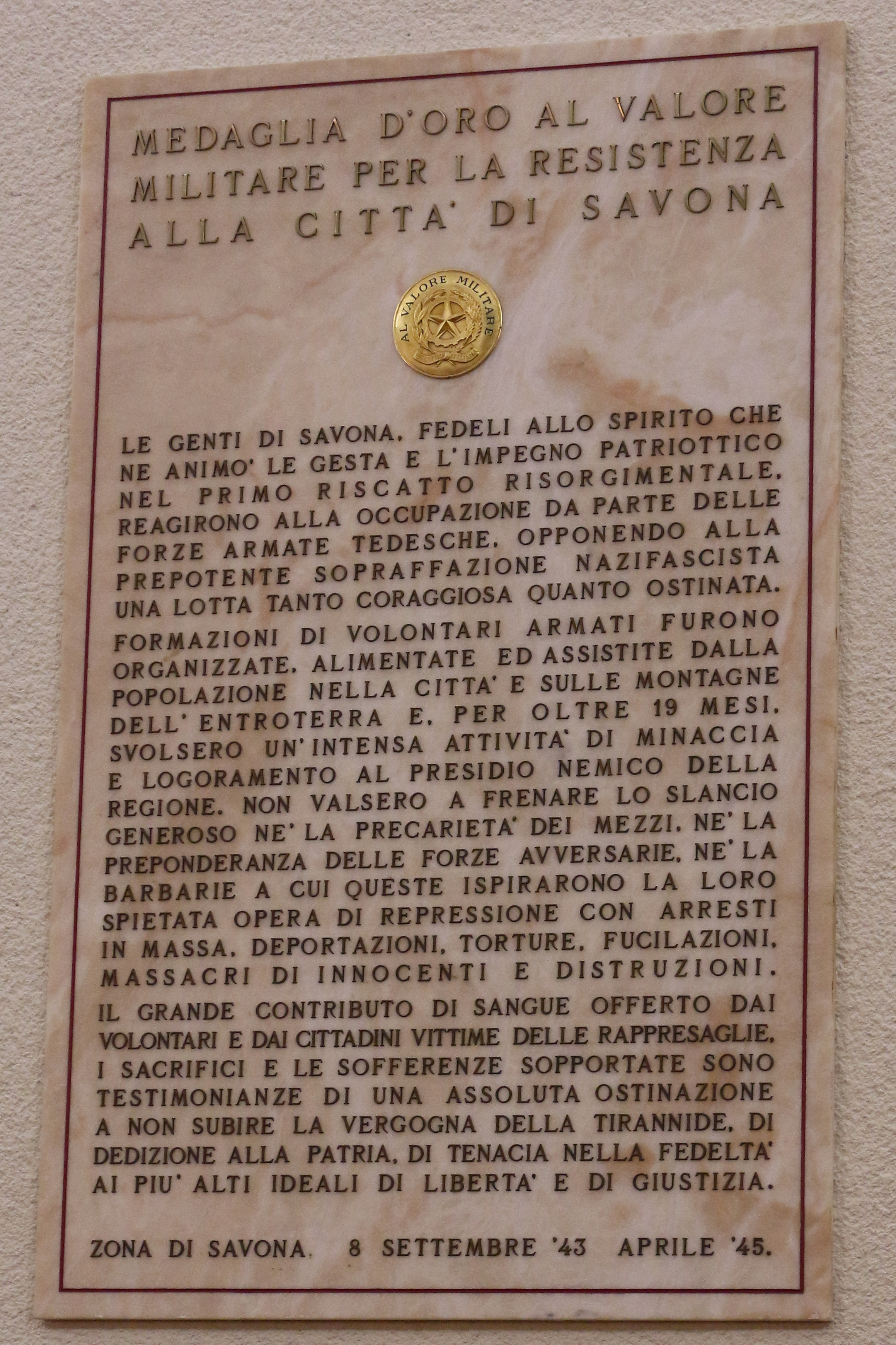
La medaglia assegnata a Savona

La liberazione del Paese ebbe un costo elevato di vittime militari e civili, quantificabili in oltre 200 000 morti italiani. Le stime maggiormente condivise dagli storici indicano un numero di caduti di circa 40 000 partigiani e circa 3000 militari dell'esercito cobelligerante impegnato nella Campagna d'Italia, a cui si aggiungono i caduti nei combattimenti che immediatamente seguirono l'armistizio, i militari italiani caduti come partigiani nei Balcani, i militari morti come prigionieri dei tedeschi, i civili uccisi nelle rappresaglie nazifasciste, i deportati nei lager, le vittime dei bombardamenti anglo-americani e gli aderenti alla RSI morti in azione o fucilati nell'aprile '45 (fra i 12 e i 15 000). A testimonianza del sacrificio vennero conferite molte onorificenze da diverse istituzioni: oltre alle numerose medaglie al valor militare conferite a soldati, partigiani e intere città (ad esempio Marzabotto) dalle autorità civili e militari italiane, anche gli Alleati crearono il Certificato al Patriota per i partigiani ed un Certificate of merit per i militari delle forze Armate Cobelligeranti; agli internati nei campi di prigionia venne dedicata una Medaglia d'onore dal governo italiano.

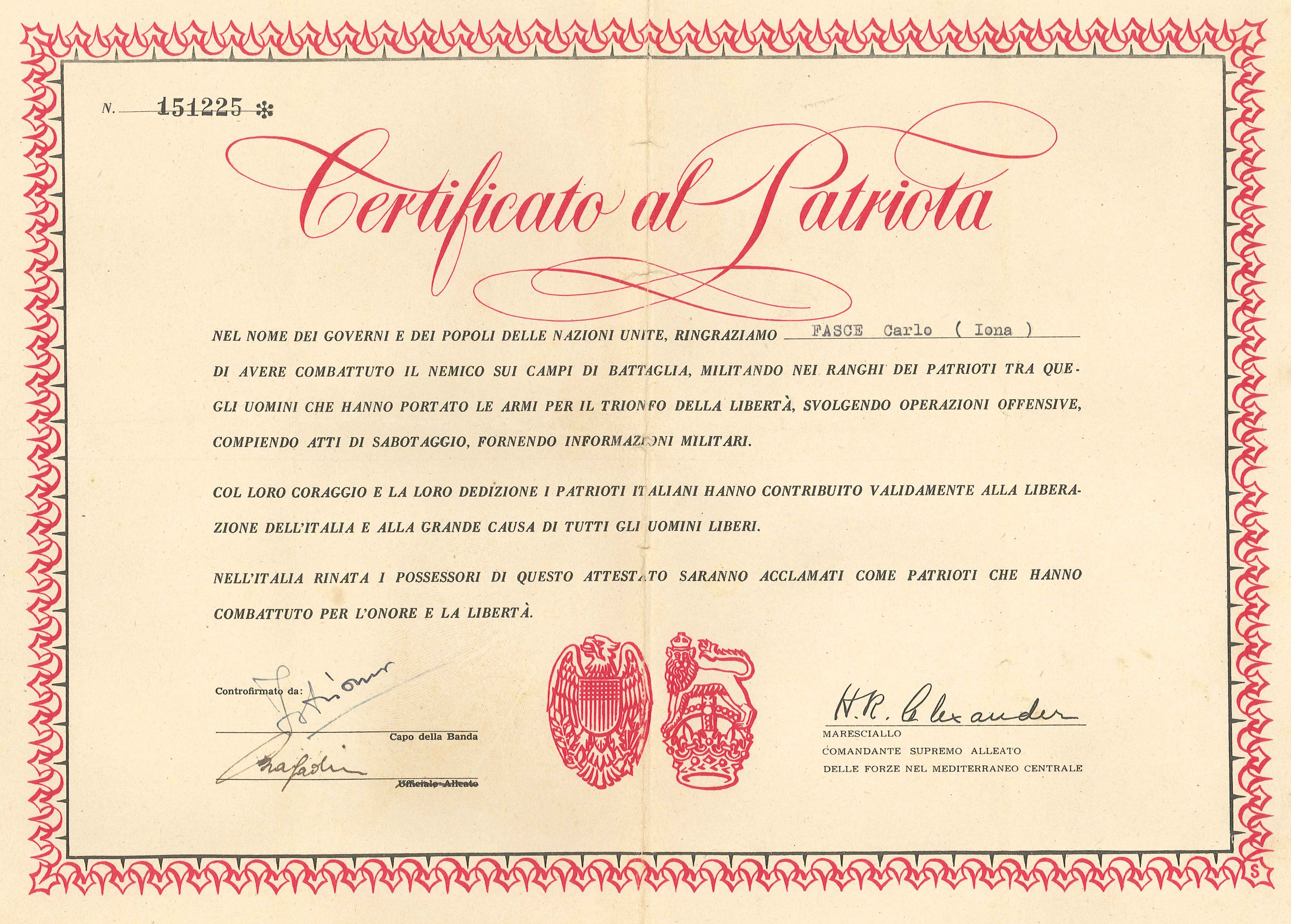
Il Brevetto Alexander conferito ai patrioti italiani

Lo sforzo bellico in territorio italiano costò agli Alleati più di 120 000 caduti (fra morti in battaglia, dispersi e feriti in seguito deceduti) mentre i soldati tedeschi uccisi in Italia furono circa 260 000.
Il 29 aprile del 1945 a piazzale Loreto a Milano, nel luogo di un precedente eccidio di partigiani, furono esposti i cadaveri di Benito Mussolini, Claretta Petacci e altri esponenti della Repubblica Sociale. L'episodio (insieme alla Resa di Caserta siglata lo stesso giorno) segnò, nella sua crudezza, la fine della guerra, dell'occupazione nazista e del ventennio di dittatura.
L'Italia si avviò quindi a ricostituire la propria rappresentanza democratica, mettendo in discussione lo stesso assetto monarchico dello Stato.
La luogotenenza di Umberto II di Savoia durò fino al 9 maggio 1946, fino alla abdicazione di Vittorio Emanuele III in favore del figlio; Umberto ricoprì tuttavia il titolo regale per poco più di un mese: il 2 giugno 1946 il referendum istituzionale (i cui risultati vennero resi noti sette giorni dopo) sancì la nascita della Repubblica Italiana, che verrà proclamata il 18 dello stesso mese. Nelle prime consultazioni politiche a suffragio universale sia maschile che femminile nella storia d'Italia, oltre al pronunciamento sulla scelta fra monarchia o repubblica vennero eletti i componenti dell'Assemblea costituente incaricata di scrivere la nuova Costituzione repubblicana che andò a sostituire lo Statuto albertino sino ad allora vigente.